# Илько Борщак
Илько Борщак (Илья Львович Баршак, при рождении — Илья́ Лейб-Ге́ршович Барша́к; 19 июля 1894, Бельцы, Бессарабская губерния, Российская империя — 11 октября 1959, Париж, Франция) — украинский и французский историк-славист, литературовед. Действительный член научного общества имени Т. Шевченко.

## Биография
По собственным утверждениям, родился в еврейской земледельческой колонии Нагартав (ныне посёлок городского типа Березнеговатое Николаевской области Украины) в семье школьного инспектора. Однако, как документально установлено Вадимом Ададуровым, на самом деле он родился 19 июля (по старому стилю) 1894 года в Бельцах Бессарабской губернии в семье мещанина местечка Мир Новогрудского уезда Минской губернии Лейб-Герша Михелевича Баршака (Лев Михайлович, 1872—1938), работавшего учителем начальных классов; мать — Пая-Двойра Лейбовна Баршак (в девичестве Троцкая). Был старшим ребёнком в семье (родители заключили брак за год до его рождения). В Нагартав семья переехала только в 1901 году, отец на протяжении многих лет (до 1925 года) работал директором местной казённой 4-х летней начальной школы с обучением на русском языке, при которой жила вся семья (его дочери Анна и Клара уже в советское время преподавали в той же школе); в 1925 году школа стала средней и обучение было переведено на еврейский язык, тогда же был назначен новый директор, а Л. М. Баршак заведовал младшими классами до закрытия школы в 1937 году. Лев Михайлович Баршак был арестован 17 декабря 1937 года, расстрелян 7 февраля 1938 года (4 февраля 1938 года был расстрелян и младший брат историка — Дмитрий Константинович Баршак, заместитель главного бухгалтера треста «Апатит» в Мурманске).
В 1913 году Илья Баршак окончил Первую Херсонскую мужскую гимназию и был крещён в православие в Успенском городском соборе. В честь крёстного отца — директора гимназии Константина Тюльпанова — был наречён Ильей Константиновичем Баршаком.
В Петербургском университете не учился, пробыл с сентября по октябрь 1913 в столичном политехническом институте имени императора Петра Великого, откуда был отчислен за неуплату денег за обучение. С 1914 учился на юридическом факультете в Императорском университете Святого Владимира в Киеве и с 1915 года в Императорском Новороссийском университете в Одессе, где изучал право и классическую филологию.
По его собственным мемуарам, в 1914 году он из Одесского университета уехал в научную командировку в Западную Европу. Во время пребывания в Гааге началась Первая мировая война. При попытке вернуться домой его как подданного враждебой державы схватили немцы и интернировали в Касселе. Благодаря обмену между Германией и Россией, Борщак, переехав через Норвегию, вернулся в Российскую империю. Там его сразу отправили на фронт в Восточную Пруссию. Получив ранение в битве под Танненбергом, лежал в госпитале в Ковно. После выздоровления — обучение в артиллерийском училище в Одессе, австрийский и румынский фронт. После увольнения в июне 1917 года из университета, с 8 июля учился в одесском Сергеевском артучилище, но не закончил курс, который был расформирован большевиками в феврале 1918 года.
В июне 1918 года Борщак перебирается в Киев в период существования «Украинского государства», возглавляемого гетманом Скоропадским, который опирался на поддержку немцев. Работал клерком при директоре департамента МИД УНР А. Яковлеве. Утверждения о женитьбе на немке Софии фон дер Лявниц, переводчице произведений Шевченко с французского языка, умершей в 1932 году, документально не подтверждены. Реальная София Владимировна фон дер Лауниц, дочь петербургского градоначальника (?—1976), являлась законной супругой полковника Владимира Петровича Словицкого.
В январе 1919 года переходит на дипломатическую службу. В составе миссии УНР выезжает в США, в начале 1920 года в Париже выполнял функцию секретаря украинской делегации на Парижской мирной конференции 1919—1920 годов. В Париже Баршак и остался на всю оставшуюся жизнь. Он ушёл в архивные и библиотечные поиски в разных городах Франции, Лондоне, Вене, Лейдене, Упсале, Стокгольме и других городах Европы. Сферами его научного интереса были история Украины, её культуры, дипломатии, общественно-политических движений различных периодов в контексте связей с Европой. Критиковал Симона Петлюру на страницах «Українських вістей». В ответ Петлюра 26 июня 1925 в письме к Валентину Садовскому обвинял его в связях с большевикмми: «…такая совместная акция с Борщаком невозможна. Эта грязная личность теперь открыто перешла к большевикам и сотрудничает в местном их органе „Париж[ский] Вестник“. Тип продажный и вызывающий отвращение».
Масон, с начала 1920-х годов член парижской ложи «Братство народов».
Член Комитета действий, в 1923—1932 годах — соучредитель и член Союза украинских граждан во Франции (СУГУФ), руководитель кружка украиноведения и издатель еженедельника СУГУФ — «Украинские вести» (1926—1929); член Лиги украинской культуры (1923), организатор Общества друзей украинского кино (1926—1927), сотрудник ВУАН (Киев). В этот период печатал свои работы также и в журналах советской Украины, встречался в Париже с её культурными деятелями (М. Бойчуком, В. Седляром, А. Таран, М. Волновым и другими). Сталинский террор прервал эти контакты, переориентировав И. Л. Борщака на полное неприятие советской власти на Украине.
С 1931 года Борщак предпринимал меры с целью преподавания украинского языка, украиноведения в Сорбонне, что ему не удалось. Только в 1938 году его замысел был реализован в Национальной школе живых восточных языков в Париже (1938—1957), где он получил постоянную работу как основатель кафедры украиноведения. Издал во Франции первый учебник украинского языка (1946).
Во время Второй мировой войны в годы гитлеровской оккупации Франции, Борщак был заключён в тюрьму «Санте» за участие в движении Сопротивления, где провёл восемь месяцев до освобождения в апреле 1941 года. Постоянно находился под наблюдением гестапо, скрывался. После ареста в феврале 1943 года (как сотрудника прессы движения Сопротивления, организатора украинской антинемецкой организации) и последующего освобождения перешёл на нелегальное положение. После окончания войны попытался вернуться на Украину, получил советское гражданство и паспорт. В 1948 году стал французским гражданином.
С 1949 года — директор Архива украинской эмиграции во Франции, издатель научного журнала «Украина» (1943—1953). Благодаря усилиям И. Л. Борщака в Париже в 1947 году был опубликован «Кобзарь» Т. Г. Шевченко. Предисловие и примечания к нему написал сам Борщак. В. В. Ададуров упрекает Борщака в подделке исторических источников и ссылках на заведомые фальшивки и несуществующие документы в монографии «Наполеон и Украина» (1937), а также в том, что, будучи еврейского происхождения, историк принял «маску украинца» и всю жизнь занимался вопросами украинской истории лишь потому, что такая маска была «более удобной для его индивидуальной жизненной стратегии».
Весной 1958 года Борщак перенёс инсульт. 11 октября 1959 года скончался в Париже.
Постановлением городского головы Херсона № 80 p от 19.02.2016 улица Артёма была «декоммунизирована» и переименована в улицу «Ілька Борщака». Также в честь Ильи Львовича Борщака названы улицы в Николаеве и пгт Березнеговатое.

## Сочинения
Наследие Борщака насчитывает около 400 научных и публицистических работ написанных на украинском и французском языках, среди которых выделяются фундаментальные исследования таких тем, как: казачество XVII века, Мазепа и мазепинцы, эпоха Наполеона, общественно-политическое движение в Восточной Украине, история украинской дипломатии, культуры. И всё это в специфическом французско-украинском контексте. Среди его работ:
- Франція й Україна. Козаки Б. Хмельницького під Дюнкирхеном // Українська трибуна. — № 5. — Варшава, 1922.
- Ідея Соборної України в Європі в минулому. По невиданих документах і стародавніх працях. — Париж, 1923.
- Україна і французька дипломатія XVIII ст. // Нова Україна. — № 3. — Прага, 1923.
- Верлен і Україна // Нова Україна. — № 12. — Прага, 1923.
- Пилип Орлик. Вивід прав України. З рукопису родинного архіву Дентевілів у Франції // Стара Україна. — Львів, 1924. — № 9-10.
- Гетьман Пилип Орлик і Франція. — Львів, 1924.
- Вольтер і Україна. За невиданими документами // Україна. — Київ, 1926. — Кн. 1.
- Le Paix ukrainienne de Brest-Litovsk (Український мир у Брест-Литовському) // Le Monde Slave. — Paris, 1929. № 4-8.
- La vie de Mazeppa. — Paris, 1931.
- Великий мазепинець Григор Орлик, генерал-поручник Людовика XV. — Львів, 1932, — Київ, 1996.
- Мазепа — людина і історичний діяч// ЗНТШ. — Львів, 1932. — Т. 152, вип. 1.
- Іван Мазепа. Життя і пориви великого гетьмана". — Львів, 1933.
- L’Ukraine dans la littérature de l’Europe occidentale// Le Monde Slave. — Paris, 1933. — Т. 3-4. — 1934. — Т. 1-2. — 1935. — Т. 1.
- Наполеон і Україна. — Львів, 1937.
- Карпатська Україна у міжнародній грі. — Львів, 1938.
- Войнаровський;— сестрінок гетьмана Івана Мазепи, друг Аврори Кеніґсмарк і сибірський в’язень. — Львів, 1939.
- Hryhor Orlyk, France’s Cossack General. — Toronto, 1956.
- Слідами гетьмана К. Розумовського у Франції. — Париж, 1957.
- І. Мазепа. Життя й пориви великого гетьмана. — Київ, 1991.
- Мазепа. Орлик. Войнаровський: Історичне есе. — Київ, 1991.